# Sotira (Bezirk Famagusta)
Sotira (griechisch Σωτήρα) ist eine Dorfgemeinde (community) im Südosten der Mittelmeerinsel Zypern. Das Dorf liegt im Bezirk Famagusta der Republik Zypern.
Der Ort liegt am Südwestufer des ausgetrockneten Paralimni-See und hat 5905 Einwohner (2021). Er zählt zu den Kokkinohoria (rote Dörfer, bezogen auf die landwirtschaftlich wertvolle rote Erde). Nachbargemeinden sind Paralimni im Osten, Deryneia im Norden, Frenaros im Nordwesten, Liopetri im Südwesten und Agia Napa im Südosten. Südlich des Ortes verläuft die Autobahn A3, wo es auch eine Ab- und Zufahrt gibt. Im Süden reicht das Gemeindegebiet bis an die Küste des Mittelmeers.
In Sotira stehen zwei kulturell bedeutsame Kirchen: Die Agios Mamas ist eine regelmäßige Kreuzkuppelkirche mit angedeuteten Kreuzarmen und achteckiger Tambourkuppel aus dem 15. Jahrhundert, im Altarraum finden sich schlecht erhaltene Darstellungen einer Himmelfahrt und eines Pfingstwunders. Die Panagia Chordakiotissa am Ortsausgang ist ähnlich aufgebaut und stammt aus dem 12. Jahrhundert. Daneben gibt es drei weitere Kirchen in und nahe dem Ort: Metamorphosis tou Sotiros, Agios Georgios und Agios Theodoros. Im Ort befindet sich auch das Sotira Ecclesiastical Museum.
Aus Sotira stammte der mittlerweile aufgelöste Fußballverein Onisilos Sotira, der kurzzeitig in der First Division spielte.